# Aleid ter Poorten
Aleid ter Poorten (Deventer, 1399 - Diepenveen, 14 februari 1452) was een conversin in het vrouwenklooster Diepenveen. 

## Leven
Aleid ter Poorten was de jongste dochter van Johan ter Poorten († 1423), een schepen uit Deventer en zijn echtgenote Lutgerd († vóór 1432). Ze groeide op in een sober gezin, haar ouders waren volgelingen van Geert Grote. Aleid had twee zussen, Swene en Geertruid ter Poorten die al vroeg zouden intreden in het klooster te Diepenveen in het jaar 1407. 
Aleids leven nam een andere wending. Ze trouwde in 1410 met de goudsmid en bankier Gerrit Comhaer (-1415) met wie ze naar Zweden zou verhuizen. Hier leefde ze een werelds leven en verkeerde in voorname kringen. Na de dood van haar man in 1415 keerde ze terug naar Deventer. In 1423 trok ook zij, samen met haar moeder, naar het klooster van Diepenveen. Ze woonde met haar moeder in een van de buitenverblijven van het klooster. Haar moeder legde alsnog de kloostergelofte af toen ze in 1427 ziek werd. Onder druk van haar moeder, trad ook Aleid uiteindelijk in. Ze werd geen koorzuster, maar trad in als conversin waardoor ze minder tijd hoefde te besteden aan religieuze taken als bidden, maar vooral was belast met meer praktische werkzaamheden. Aleids stiefzoon, Gozewijn Comhaer, die later bisschop in IJsland zou worden, schonk het klooster een grote som geld uit de nalatenschap van zijn vader.

## Zusterboek van Diepenveen
Aleid ter Poorten is een van de zusters die wordt beschreven in het handschrift Van den doechden der vuriger ende stichtiger susteren van Diepen Veen. Dit werk is geschreven door de rector van het Meester-Geertshuis in Deventer en oprichter van het vrouwenklooster in Diepenveen, Johannes Brinckerinck.